# Seznam medailistů na halovém mistrovství světa – chůze 5 km muži, chůze 3 km ženy
Seznam medailistů na halovém mistrovství světa – chůze 5 km muži, chůze 3 km ženy uvádí přehled mužů, kteří získali medaile v závodech v chůzi na 5 km, a žen, které získaly medaile v závodech v chůzi na 3 km na halových mistrovstvích světa v atletice. Tyto závody se konaly v letech 1985 až 1993.

## Chůze na 5 km – muži
| Rok  | Místo        | Zlato             | Výkon vítěze    | Stříbro                | Bronz               |
| ---- | ------------ | ----------------- | --------------- | ---------------------- | ------------------- |
| 1985 | Paříž        | Gérard Lelievre   | 19:06,20        | Maurizio Damilano      | Dave Smith          |
| 1987 | Indianapolis | Michail Ščennikov | 18:27,79        | Jozef Pribilinec       | Ernesto Canto       |
| 1989 | Budapešť     | Michail Ščennikov | 18:27,10        | Roman Mrázek           | Frants Kostyukevich |
| 1991 | Sevilla      | Michail Ščennikov | 18:23,55 – RHMS | Giovanni De Benedictis | Frants Kostyukevich |
| 1993 | Toronto      | Michail Ščennikov | 18:32,10        | Robert Korzeniowski    | Mikhail Orlov       |

## Chůze na 3 km – ženy
| Rok  | Místo        | Zlato               | Výkon vítěze    | Stříbro           | Bronz              |
| ---- | ------------ | ------------------- | --------------- | ----------------- | ------------------ |
| 1985 | Paříž        | Giuliana Salceová   | 12:53,42        | Yan Hong          | Ann Peelová        |
| 1987 | Indianapolis | Olga Krištopová     | 12:05,49        | Giuliana Salceová | Ann Peelová        |
| 1989 | Budapešť     | Kerry Saxbyová      | 12:01,65        | Beate Andersová   | Ileana Salvadorová |
| 1991 | Sevilla      | Beate Andersová     | 11:50,90        | Kerry Saxbyová    | Ileana Salvadorová |
| 1993 | Toronto      | Jelena Nikolajevová | 11:49,73 – RHMS | Kerry Saxbyová    | Ileana Salvadorová |